# Jens Hakanowitz
Jens Kock Hakanowitz (* 31. Januar 1980 in Augustenborg) ist ein dänisch-deutscher Basketballspieler und -funktionär. Der 2,02 Meter große Hakanowitz war A-Nationalspieler Dänemarks und fungiert mittlerweile als Sportvorstand der Rostock Seawolves.

## Laufbahn
Hakanowitz, Sohn einer dänischen Mutter und eines deutschen Vaters, kam in Augustenborg zur Welt. Als er zehn Jahre alt war, verließ die Familie die dänische Heimat, da der in der Lebensmittelwirtschaft tätige Vater eine Arbeitsstelle in Deutschland antrat. Zunächst lebte Familie Hakanowitz in Gescher im Münsterland und ab 1993 in der Hansestadt Bremen. Hakanowitz war Klassenkamerad von Jan Böhmermann.
Jens Hakanowitz betrieb als Heranwachsender zeitweise die Sportarten Ringen, Fußball, Tennis und Schwimmen. Basketball spielte er ab seinem 15. Lebensjahr in der Jugendabteilung des Bremer Vereins Vegesacker TV und schaffte beim TSV Lesum den Sprung in den Zweitligakader. Gegen Ende seiner Schulzeit erkrankte er an Krebs und musste sich einer Chemotherapie unterziehen. 2002 wechselte er für eine Saison zur BSG Bremerhaven, 2003/04 war er für Vegesack in der zweiten Regionalliga aktiv. Während seiner Spielerzeit studierte Hakanowitz gleichzeitig erst kurz Maschinenbau und dann Wirtschaftsingenieurwesen. Während seines Studiums weilte Hakanowitz eine Zeit lang in Südafrika.
Zwischen 2004 und 2009 war er auf der Innenposition Leistungsträger der Bremen Roosters in der 2. Bundesliga beziehungsweise ab 2007 in der 2. Bundesliga ProA. Zusätzlich war er beruflich nach dem Ende seines Studiums bei einem Bremer Unternehmen tätig. 2009 wechselte Hakanowitz als Berufsbasketballspieler in sein Geburtsland Dänemark und spielte bis 2011 für den Erstligisten Hørsholm 79ers nördlich der Hauptstadt Kopenhagen. 2010 wurde er mit Hørsholm in der dänischen Meisterschaft Dritter, Hakanowitz hatte zu diesem Ergebnis im Verlauf der Saison 2009/10 im Schnitt 12,8 Punkte sowie 6,5 Rebounds je Begegnung beigetragen. Diese Werte steigerte er im Verlauf des Spieljahres 2010/11 auf 13,3 Punkte und 7 Rebounds je Begegnung. Im Anschluss an seine zwei Jahre in Hørsholm bereiste Hakanowitz mit seinem Bruder fünf Erdteile mit Zwischenhalten in mehr als 20 Ländern.
Ab der Saison 2012/13 stand er in Diensten des EBC Rostock (später Seawolves) und verhalf den Mecklenburgern als Mannschaftskapitän 2014 zum Gewinn des Meistertitels in der ersten Regionalliga Nord und damit zum Aufstieg in die 2. Bundesliga ProB. Sowohl in der Meistersaison als auch im Vorjahr wurde Hakanowitz vom Internetdienst eurobasket.com als bester europäischer Spieler der Regionalliga Nord ausgezeichnet. 2014 nahm er die deutsche Staatsbürgerschaft an. Nach einer weiteren Saison in Rostock, in der er mit dem EBC als Neuling die Hauptrunde in der ProB-Nordstaffel als Tabellenerster beendete, ging er aus beruflichen Gründen nach Bremen zurück und spielte in der ersten Saisonhälfte 2015/16 für die Weser Baskets in der zweiten Regionalliga.
Hakanowitz trennte sich im Januar 2016 von der Bremer Mannschaft und nahm am 1. März 2016 bei den Rostock Seawolves die Arbeit als Sportlicher Leiter auf. Neben dieser Tätigkeit verstärkte er Rostocks zweite Herrenmannschaft in der zweiten Regionalliga. Ein wichtiger Erfolg während Hakanowitz’ Tätigkeit als Sportlicher Leiter war der Aufstieg der Rostocker in die 2. Bundesliga ProA 2018. Er wurde im November 2021 in den fortan hauptamtlichen Vorstand des Rostock Seawolves e.V. (neuer Name des vorherigen EBC Rostock) bestellt und trat das Amt des 2. Vorsitzenden an. Statt Sportlicher Leiter lautete seine Amtsbezeichnung später Sportvorstand. Im Mai 2022 gelang ihm mit der Rostocker Mannschaft der Bundesliga-Aufstieg und der Gewinn der Zweitligameisterschaft.
Als Spieler gewann er im Mai 2023 mit der Rostocker Ü35-Mannschaft die deutsche Meisterschaft dieser Altersklasse. Nach der Verpflichtung des Franzosen Kevin Amstett als Sportlicher Leiter im Sommer 2024 widmete sich Hakanowitz in seinem Amt als Rostocker Sportvorstand im Vereinsinneren der Vertriebs- und Strukturarbeit.

### Nationalmannschaft
2006 stand Hakanowitz erstmals im Aufgebot der dänischen A-Nationalmannschaft, 2009 nahm er an der B-Europameisterschaft teil. Er bestritt vier Länderspiele für Dänemark.